# Aloencyrtus facetus
Aloencyrtus facetus är en stekelart som först beskrevs av Annecke 1964.  Aloencyrtus facetus ingår i släktet Aloencyrtus och familjen sköldlussteklar. Inga underarter finns listade i Catalogue of Life.